# 大丰站 (新疆)
大丰站是位于新疆维吾尔自治区昌吉回族自治州呼图壁县大丰镇的一个铁路车站，邮政编码831205。车站成立于1986年9月27日，有北疆铁路经过该站，不办理客货运业务，站内有客货到发线3条，主要办理北疆地区客车接发及货物列车通过业务，是连接亚欧大陆桥通道必经之路，车站联锁方式为6502型小站电气集中联锁，半自动闭塞方式接发列车。车站及其上下行区间均为电气化区段。车站距离乌鲁木齐站96公里，隶属乌鲁木齐铁路局，是五等站。由于乌精二线修双线，于2008年12月22日正式关闭。